# Barbus myersi
Barbus myersi är en fiskart som beskrevs av Poll, 1939. Barbus myersi ingår i släktet Barbus och familjen karpfiskar. IUCN kategoriserar arten globalt som otillräckligt studerad. Inga underarter finns listade.